# Wilton (Wiltshire)
Pour les articles homonymes, voir Wilton.
Wilton est une ville d'Angleterre, dans le Wiltshire (de laquelle il tire son nom). Située au confluent de la Wylye et de la Nadder (en), la ville est de nos jours étouffée par sa grande voisine Salisbury et était célèbre jadis pour ses tapis et draps.

## Histoire
Wilton fut la capitale du Wessex et la résidence du prince breton Carvilius. 

Cette ville eut au Xe siècle un évêché, qui fut transféré ensuite à Old Sarum.

Durant l'Anarchie, en 1143, Robert, comte de Gloucester, défit Étienne de Blois à la bataille de Wilton.

Wilton House, le château des comtes de Pembroke, se trouve aux environs.

## Personnalités
- Herbert Chermside (1850-1929), officier et explorateur, né à Wilton ;
- A. G. Street (1892-1966), écrivain.